# 奥尔吕
奥尔吕（法語：Orlu，法語發音：[ɔʁly]）是法国阿列日省的一个市镇，属于富瓦区。

## 地理
奥尔吕（42°42'8"N, 1°53'19"E）面积70.79 平方千米，位于法国奧克西塔尼大區阿列日省，该省份为法国西南部内陆省份，西部和北部与上加龙省接壤，东临奥德省，东南至东比利牛斯省接壤，南与安道尔和西班牙接壤。
与奥尔吕接壤的市镇（或旧市镇、城区）包括：阿尔蒂格、阿斯库、梅朗斯莱瓦尔斯、米雅内斯、奥尔热、昂古斯特里讷-埃斯卡尔德新城、丰拉比乌斯、福尔米盖尔。

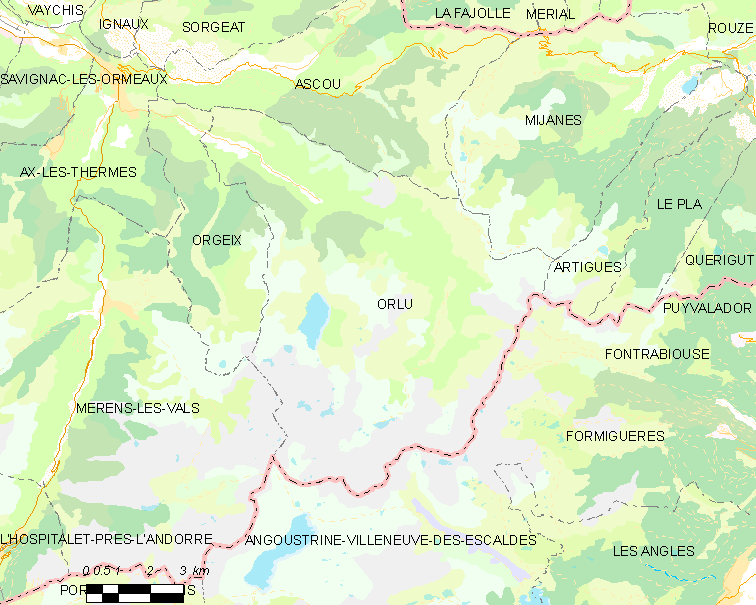
奥尔吕的OSM定位图

奥尔吕的时区为UTC+01:00、UTC+02:00（夏令时）。

## 行政
奥尔吕的邮政编码为09110，INSEE市镇编码为09220。

## 政治
奥尔吕所属的省级选区为上阿列日县。

## 人口

1962-2008年间奥尔吕人口变化图示

奥尔吕于2022年1月1日时的人口数量为160人。